# Bernard Anquetil
Pour les articles homonymes, voir Anquetil.
Le quartier-maître Bernard Anquetil est un résistant français, né le 20 décembre 1916 à Bernières-d'Ailly dans le Calvados, fusillé au fort du Mont-Valérien le 24 octobre 1941, mort pour la France, Compagnon de la Libération.

## Biographie
Bernard Anquetil était en juin 1940 embarqué sur le sous-marin Ouessant, en carénage à l'arsenal de Brest ; lorsque les Allemands occupèrent la ville, l'équipage du sous-marin fut dispersé. Anquetil trouva un emploi de réparateur radio à Angers. C'est là que, recommandé de l'ancien officier en second de l'Ouessant, le lieutenant de vaisseau Philippon (futur vice-amiral d'escadre), il rencontra le colonel Rémy et qu'avec enthousiasme, Bernard Anquetil accepta d'entrer dans le réseau du BCRA en cours de constitution, pour assurer des liaisons radio avec l'Angleterre. Avec son poste émetteur, il s'installa chez une famille discrète, les Combes à Saumur. Les messages qu'il transmettait concernaient principalement les mouvements des bâtiments allemands à Brest, leurs avaries et leur disponibilité, comme les caractéristiques et déplacements du Super cuirassé Bismark, qui par ces actions fut coulé au large de Brest le 27 mai 1941[Information douteuse]. C'est en particulier de cette façon que fut également signalé en juillet 1941 l'appareillage du Scharnhorst, ce qui permit à la Royal Air Force de l'attaquer avec succès.
Toutefois, les radio-goniomètres allemands finirent par situer l'émetteur et le 30 juillet, précisément à la suite du message relatif au Scharnhorst, Anquetil fut arrêté et transféré à Fresnes. Condamné à mort le 15 octobre, il refusa de révéler l'origine et la teneur des messages transmis, malgré la promesse de l'appui du tribunal pour un recours en grâce. Le 24 octobre 1941, il est fusillé au fort du Mont-Valérien. Il est inhumé au cimetière de Montrouge, au « carré des fusillés ».
Après la guerre, son corps rejoint le caveau de famille de Colleville-sur-Mer dans le département du Calvados.

## Distinctions
- Chevalier de la Légion d'honneur à titre posthume
- Compagnon de la Libération à titre posthume par décret du 21 novembre 1942
- Croix de guerre 1939–1945, palme de bronze pour Citation à l'ordre de l'armée de mer (11 mai 1945)
- Médaille de la Résistance française avec rosette par décret du 5 juin 1945[1]

## Hommages
- Une rue longeant la plage de Saint-Laurent-sur-Mer (commune limitrophe de Colleville-sur-Mer) porte son nom depuis les années 1990.
- Un aviso type A69, de la classe d'Estienne d'Orves, mis en service en 1979 dans la Marine nationale française a porté au sein de celle-ci le nom Quartier-Maître Anquetil, jusqu'à sa revente en 2000 à la Marine turque qui l'a renommé.
- Un des futurs patrouilleurs hauturiers de la Marine nationale, mise en service prévue entre 2028 et 2030, portera son nom[2].